# Neolimnomyia baluba
Neolimnomyia baluba är en tvåvingeart som först beskrevs av Alexander 1963.  Neolimnomyia baluba ingår i släktet Neolimnomyia och familjen småharkrankar.
Artens utbredningsområde är Angola. Inga underarter finns listade i Catalogue of Life.